# ساتشي ماتسوموتو
ساتشي ماتسوموتو (باليابانية: 松本 さち) مواليد 29 مارس 1973 في كيوتو، اليابان، هي مؤدية أصوات يابانية بدأت نشاطها عام 1996.

## الأعمال

### مسلسلات أنمي تلفزيونية
- عبقور
- همتارو
- إينوياشا
- المحقق كونان
- البدلة المتنقلة جاندام سيد
- بي بليد

## وصلات خارجية
- ساتشي ماتسوموتو على موقع IMDb (الإنجليزية)
- ساتشي ماتسوموتو على موقع ميوزك برينز (الإنجليزية)
- ساتشي ماتسوموتو على موقع قاعدة بيانات الفيلم (الإنجليزية)
- ساتشي ماتسوموتو على موقع كينوبويسك (الروسية)
- ساتشي ماتسوموتو على موقع ANN person (الإنجليزية)
- ساتشي ماتسوموتو  في شبكة أخبار الأنمي